# Toma Arnăuțoiu
Toma Arnăuțoiu (n. 14 februarie 1921, Nucșoara, România – d. 18 iulie 1959, Jilava, Ilfov, România) a fost un ofițer român de cavalerie, liderul grupului de rezistență anticomunistă de la Nucșoara, format în primăvara anului 1949.

## Biografie
Toma Arnăuțoiu s-a născut la 14 februarie 1921, fiind cel de al treilea, dintre cei 5 copii, ai familiei învățătorului Ion Arnăuțoiu și al soției sale, Laurenția (născută Diaconescu).
A urmat Liceul Militar, iar în anul 1942 a fost admis la Școala de Ofițeri de Cavalerie „Regele Ferdinand I” de la Târgoviște. Un an mai târziu este detașat stagiar la Regimentul de Gardă Călare (cu gradul de elev sergent). La 15 aprilie 1944 este avansat la gradul de sublocotenent și absolvă Școala de Ofițeri de Cavalerie, clasându-se al patrulea în promoția sa. În septembrie 1944 a fost trimis pe front în războiul contra Germaniei naziste, în Iugoslavia și Ungaria. La 1 noiembrie 1944 a fost decorat cu Ordinul Coroana României, cl. a-V-a, cu spade și cu panglică de Virtute Militară și Frunze de Stejar (conform O.Z. nr. 244/1944). La 26 decembrie 1944 a fost rănit în luptele din Ungaria. După trei luni de spitalizare revine în activitatea militară la Cercul Teritorial Gorj și apoi la Regimentul 5 Roșiori.
La 20 iunie 1946, Toma Arnăuțoiu, este mutat la Regimentul de Gardă Călare din București.
La 6 august 1947 este avansat la gradul de locotenent, iar în data de 9 august 1947 este trecut în rezervă, conform I.D. nr. 1652/07.
Grupul de rezistență anti-comunistă de la Nucșoara (martie 1949 - mai 1958) 
În iarna anului 1948, lt. Toma Arnăuțoiu, a fost contactat de col. Gheorghe Arsenescu, și a discutat cu acesta de mai multe ori despre posibilitatea organizării unui grup de rezistență anticomunistă. Grupul urma să intervină pentru a neutraliza autoritățile locale în momentul în care declanșarea anticipatului război dintre anglo-americani și Uniunea Sovietică ar fi deschis calea spre schimbarea regimului comunist din România.
În luna martie 1949, în momentul plecării în munți, grupul era format din 16 membri, printre care patru femei. Grupul a fost sprijinit de mai mult de 100 de persoane (printre care 30 de femei), țărani, ciobani, preoți, învățători, muncitori forestieri.
Deoarece nu se putea ascunde ușor de trupele de securitate care începuseră să scotocească zona, dar și din cauza diferențelor de opinie în legătură cu tactica ce ar fi trebuit adoptată, grupul s-a scindat în iulie 1949: o parte dintre membri au rămas împreună cu col. Arsenescu, iar ceilalți sub conducerea lui Toma Arnăuțoiu.
În noiembrie 1949 col. Arsenescu părăsește grupul, iar oameni rămași alături de el vor fi arestați. Col. Arsenescu a trăit ascuns până în anul 1960, când a fost arestat și condamnat la moarte.
Urmărit neîncetat timp de nouă ani, grupul din ce în ce mai restrâns, rămas sub comanda lui Toma Arnăuțoiu, s-a confruntat direct cu trupele de securitate, o parte dintre membrii săi fiind arestați sau uciși.
Din grup au supraviețuit, într-o ascunzătoare săpată în stâncă pe înălțimea Râpele cu brazi, lângă satul Poenărei, Toma și Petre Arnăuțoiu, Constantin Jubleanu, Maria Plop, o tânără refugiată, la intrarea trupelor sovietice în țară, din satul natal de pe Prut, precum și copilul ei și a lui Toma Arnăuțoiu.
Punând în practică un plan de șantaj și racolare a lui Grigore Poenăreanu, fost coleg de școală al lui Toma Arnăuțoiu, plan în care locțiitorul șefului Direcției Securității Pitești, cpt. Nicolae Pleșiță (ulterior ajuns general), a avut un rol important, Securitatea a reușit să-i prindă.
La 20 mai 1958, frații Arnăuțoiu și Maria Plop au fost arestați. Constantin Jubleanu, a refuzat să se predea și a fost ucis în schimbul de focuri cu trupele de securitate.
Toma Arnăuțoiu, fratele său Petre și alți 14 oameni (trei preoți, patru învățători, oameni înstăriți, țărani săraci, ciobani) care i-au ajutat timp de nouă ani, au fost condamnați la moarte și executați în noaptea de 18 spre 19 iulie 1959, la penitenciarul Jilava, iar alți peste 100 au fost condamnați la închisoare.